# (55384) Muiyimfong
(55384) Muiyimfong ist ein Hauptgürtelasteroid, der am 25. September 2001 vom kanadischen Astronomen William Kwong Yu Yeung an seinem privaten Desert Eagle Observatory (IAU-Code 333) in der Nähe von Benson in Arizona entdeckt wurde.
Der Asteroid gehört zur Nysa-Gruppe, einer nach (44) Nysa benannten Gruppe von Asteroiden (auch Hertha-Familie genannt, nach (135) Hertha).
Der Himmelskörper wurde am 29. Mai 2018 nach der chinesischen Sängerin des Cantopop und Schauspielerin Anita Mui (1963–2003) benannt, die auf Grund ihres enormen Erfolgs oft auch als „Madonna of Hong Kong“ bezeichnet wird.